# 무라카미 이사무
무라카미 이사무(일본어: 村上 勇, 1902년 4월 7일~1991년 1월 28일)는 14선 중의원 의원을 지낸 일본의 정치인이다.

## 생애
1902년 4월 7일 오이타현 미나미아마베군 오뉴지마촌(현 사이키시)에서 토건업자의 아들로 태어났다. 와세다공수학교(현 와세다 대학 예술학교)를 졸업한 뒤 건설회사를 세워 1944년엔 야마토 토건의 사장이 되었다.
1946년 총선에 일본자유당 공천을 받고 출마해 당선돼 정치인이 되었다. 당내에서 오노 반보쿠의 파벌인 목정회에 속했다. 원래 무라카미는 오노를 처음 봤을 때 좋은 인상을 받지 않았지만 한 신문 기자가 마련해준 자리에 반강제로 참여했다가 오노와 의기투합하게 되었다. 훗날 쇼와전공 사건으로 오노가 투옥되었을 때 간다 히로시 등과 함께 면회를 갔으며 소송 비용까지 마련해줄 정도로 친해졌다. 의리있고 성실하며 일솜씨가 있었기에 오노의 인정을 받았다.
1955년 보수합동으로 자유민주당이 창당되자 참여했으며 제3차 하토야마 이치로 내각에서 우정상, 제2차 기시 내각 (개조)에서 건설상을 역임했다.
1964년 오노가 사망한 뒤 목정회 내에서 입각 문제로 다툼이 불거졌다. 이는 결국 파벌의 분열로 이어져 목정회는 후나다 나카, 미즈타 미키오 등이 중심이 된 일신회와 무라카미가 중심이 된 일양회로 쪼개졌다. 1971년 미즈타가 나카가와 이치로 등을 설득해 일신회를 이탈해 일양회에 합류하자 무라카미는 파벌 회장직을 미즈타에게 양도했다.
1974년 미키 내각이 출범하자 두 번째 우정상으로 입각했다. 1977년 10월 일본유족회장에 취임했다.
1979년 총선에서 낙선했지만 다음 해 총선에서 승리하며 정계에 복귀했다. 하지만 노령을 이유로 다음 총선에 불출마하면서 정계를 은퇴했다. 지역구는 에토 세이시로가 물려받았다.
1991년 1월 28일 향년 88세로 사망했다.

## 역대 선거 기록
|  | 0% |

|  | 14.6% |

|  | 21.3% |

|  | 18.4% |

|  | 16.8% |

|  | 17.5% |

|  | 22.1% |

|  | 23.1% |

|  | 24.4% |

|  | 19.1% |

|  | 19.1% |

|  | 18.7% |

|  | 19% |

|  | 14.8% |

|  | 21.8% |

| 전임 마쓰다 다케치요 | 제8대 우정대신 1955년 11월 22일~1956년 12월 23일 | 후임 이시바시 단잔 |

| 전임 야마구치 기쿠이치로 | 제17대 홋카이도 개발청 장관 1959년 6월 18일~1960년 7월 19일 | 후임 니시카와 진고로 |

| 전임 엔도 사부로 | 제18대 건설대신 1959년 6월 18일~1960년 7월 19일 | 후임 하시모토 도미사부로 |

| 전임 가시마 도시오 | 제35대 우정대신 1974년 12월 9일~1976년 9월 15일 | 후임 후쿠다 도쿠야스 |